# 莉娅·佩雷拉
莉娅·佩雷拉（英語：Lia Pereira，2004年3月5日—），加拿大女子花样滑冰运动员，2023年美国大奖赛双人滑银牌得主、2023年法国大奖赛双人滑金牌得主、2024年中国杯双人滑铜牌得主、2025年四大洲花样滑冰锦标赛双人滑铜牌得主。